# Muzeum Piastów Śląskich w Brzegu
Muzeum Piastów Śląskich w Brzegu (do 1965 Muzeum Piastowskie w Brzegu) – narodowa instytucja kultury posiadająca osobowość prawną, współprowadzona przez Ministerstwo Kultury, Dziedzictwa Narodowego i Sportu, Urząd Marszałkowski Województwa Opolskiego i Starostwo Powiatowe w Brzegu. Siedzibą muzeum jest renesansowy Zamek Piastów Śląskich w Brzegu. Ważny ośrodek badawczy kultury i tematyki Piastów śląskich.

## Historia
Do organizowania muzeum przystąpiono od razu po zakończeniu działań wojennych w 1945. Po przeprowadzeniu niezbędnych prac zabezpieczających zamek przed zniszczeniem, w 1952 na podstawie ocalałych zbiorów przedwojennych otwarto wystawę stałą. W 1965 instytucja ta otrzymała obecną nazwę – Muzeum Piastów Śląskich w Brzegu. W 1966 rozpoczęto trwającą 24 lata odbudowę zamku, podczas której przywrócono pierwotne XIV i XVI-wieczne założenia przestrzenne. W 1988 udostępniono obszerne wystawy stałe: „Sztuka śląska XV – XVIII wieku ze zbiorów Muzeum Narodowego we Wrocławiu” i „Z przeszłości i tradycji Piastów Śląskich”. W 2004 zaś w odremontowanych piwnicach zamkowych otworzono kolejną wystawę stałą: „Memoriae Piastorum Principum Silesiae”. Muzeum co roku organizuje także wystawy czasowe. Od momentu powstania nieprzerwanie jest jedyną instytucją w Europie zajmującą się statutowo tematyką Piastów Śląskich i tradycjami piastowskimi na terenie Śląska. Muzeum to gromadzi także zbiory związane z historią i dziejami Miasta Brzeg.

## Dyrektorzy
- dr Jan Przała (1958–1969)
- Paweł Kozerski (1969–2017)
- dr Dariusz Byczkowski[1] (od 2017)